# Кастаньо, Висенте
Висенте Кастаньо (исп. Vicente Castaño; род. 2 июля 1957, Амальфи, Антьокия) — колумбийский ультраправый повстанец и политик-антикоммунист. Один из лидеров Крестьянских сил самообороны Кордобы и Урабы и Объединённых сил самообороны Колумбии. Активный участник гражданской войны с колумбийскими марксистами.

## Биография
Висенте Кастаньо родился 2 июля 1957 года в Амальфи, маленькой деревне в департаменте Антьокия в центральной части Колумбии. Он стал шестым ребенком в семье фермеров, у него одиннадцать братьев и сестер. Когда Висенте было 12 лет он бросил школу, чтобы помочь своему отцу заботиться о ферме. В возрасте 18 лет Висенте покинул деревню и отправился в Венесуэлу, где работал на фермах в течение двух лет. Позже, Висенте вместе со своим братом Фиделем переехали в Медельин, где стали заниматься криминалом. В апреле 2004 года правительство Колумбии обвинило Висенте в убийстве родного брата, бывшего лидера Объединённых сил самообороны Колумбии Карлоса Кастаньо, а также в незаконном оборотом наркотических средств. В августе 2004 года Государственный департамент США объявил награду в 5 млн. долларов США за любую информацию о местонахождении Висенте Кастаньо.